# Михаил Константийски
Михаил е български православен духовник, константийски епископ от 2021 година на Българската православна църква.

## Биография
Роден е на 9 февруари 1981 година в Русе, България, със светското име Тошо Николаев Диловски. Основно образование завършва в ОУ „Христо Ботев“, Мездра, средното – в Природоматематическа гимназия „Акад. Иван Ценов“, Враца, профил – физика.
През 2006 година митрополит Гавриил Ловчански го изпраща в Чекотинския манастир, за да провери себе си дали може да стане монах или свещеник. Завършва Богословския факултет на Софийския университет „Свети Климент Охридски“ с магистърска степен през 2010 година. Същата година е изпратен на послушание в гръцкия манастир със светогорски устав „Свети Дух“ край Оропос, Северна Атика. На 9 април 2011 година, в Чекотинския манастир, митрополит Гавриил Ловчански извършва чина на пострижението в малка схима над Тошо Диловски. 8 юли 2012 година в Ловеч митрополит Гавриил го ръкополага за дякон. На 22 юли 2012 година митрополит Гавриил Ловчански ръкополага в свещенически чин йеродякон Михаил - игумен на Чекотинската света обител „Св. архангел Михаил“. На 9 октомври 2020 година в Чекотинския манастир митрополит Гавриил го въвежда в архимандритско достойнство.
На 20 септември 2021 година Светият синод на Българската православна църква в пълен състав единодушно решава архимандрит Михаил да бъде наречен за константийски епископ и след хиротонията си да стане викарий на Ловчанската митрополия, а ректорът на Софийската духовна семинария архимандрит Пахомий да бъде наречен за браницки епископ.
На 26 септември 2021 година, в катедралния храм „Св. св. Кирил и Методий“ в град Ловеч архимандрит Михаил е ръкоположен в епископски сан. Хиротонията - първа в този храм, е извършена от митрополит Гавриил Ловчански в съслужение със синодалните архиереи митрополитите Серафим Неврокопски, Киприан Старозагорски, Григорий Врачански, Даниил Видински, Яков Доростолски и епископите Герасим Мелнишки – главен секретар на Синода, Арсений Знеполски – викарий на пловдивския митрополит, Йеротей Агатополски – викарий на сливенския митрополит, архимандритите Пахомий, ректор на Софийската духовна семинария, Епифаний Михайлов, протосингел на Неврокопската митрополия, Васиан Змеев, предстаятел на храма-подворие на Руската православна църква „Свети Николай“, ставрофорен иконом Нелуц Опря, представител на румънския патриарх и предстоятел на румънския храм „Света Троица“, монаси, свещеници и дякони от страната.
След кончината на Йоаникий Сливенски на епархийските избори в Сливен на 18 февруари 2024 година Михаил Константийски е избран и номиниран заедно с епископ Йеротей Агатополски за кандидат за сливенски митрополит, но на 24 февруари 2024 година Светият синод касира изборите.